# Реквием по вампиру
«Реквием по вампиру» (фр. Vierges et vampires) — французский эротический вампирский фильм ужасов 1971 года режиссёра Жана Роллена. Картина содержит контрастные между собой сцены, в которых сочетается порок и невинность, кровавые и романтические эпизоды.

## Сюжет
Две молодые девушки спасаются бегством от правосудия. На пути им встречается старый замок, в котором они решают спрятаться. Вскоре девушки узнают, что замок принадлежит последнему живущему на Земле вампиру, где, помимо него, обитают ещё и его слуги. Вампир решает сделать из девушек таких же как и он.

## В ролях
- Мари-Пьер Кастель — Мари
- Мирей Д'Аржент — Мишель
- Филипп Гасте — Фредерик
- Луис Доур — Луис
- Мишель Делесаль — старый вампир

## Версии фильма
Существует несколько версий фильма, расширенных, в основном, благодаря использованию дополнительных сцен насилия и эротики. Как отмечал сам режиссёр, подобные сцены были вставлены продюсерами для национальных кинорынков, а сам он в их съёмках участия не принимал.

## Другие названия фильма
Картина, среди иных фильмов Роллена, обладает самым обширным перечнем альтернативных названий:
- Caged Vampires
- Caged Virgins (США)
- Crazed Virgins
- Dungeon of Terror
- Requiem for a Vampire
- Requiem gia ena vampir (Греция)
- Requiem pour un vampire
- Sex Vampires
- The Crazed Vampire
- Virgins and Vampires
- Virgins and the Vampires (США)